# Związek Zawodowy Pracowników Przemysłu Miedziowego
Związek Zawodowy Pracowników Przemysłu Miedziowego (ZZPPM) – związek zawodowy pracowników zakładów przetwórczych i wydobywczych miedzi. ZZPM został zarejestrowany 16 grudnia 1991 roku z jednolitym statutem, który obowiązuje we wszystkich oddziałach i spółkach. Związek Zawodowy Pracowników Przemysłu Miedziowego  był organizatorem wielu głośnych strajków, to właśnie dzięki związkowcom skarb państwa nie utracił pakietu kontrolnego w KGHM na rzecz inwestora zagranicznego, a załoga uzyskała 15-procentowy pakiet bezpłatnych akcji, stając się faktycznym współwłaścicielem spółki. Przewodniczącym związku jest Ryszard Zbrzyzny, poseł Sojuszu Lewicy Demokratycznej w latach 1993-2015.